# Trollholmen (Porsanger)
Trollholmen (nordsamisch: Jánánsuolu) in der Kommune Porsanger in der norwegischen Provinz (Fylke) Finnmark ist eine Gezeiteninsel an der Westseite des Porsangerfjords 30 km nördlich von Lakselv und 5 km östlich von Indre Billefjord.
Durch den Trollholmsund wird die Insel von der Porsanger-Halbinsel getrennt. Bei Niedrigwasser kann der Sund jedoch trockenfallen, sodass sich zeitweilig eine Landbrücke zum Festland bildet.